# Sphex caliginosus
Sphex caliginosus är en biart som beskrevs av Wilhelm Ferdinand Erichson 1849. Sphex caliginosus ingår i släktet Sphex och familjen grävsteklar. Inga underarter finns listade i Catalogue of Life.